# 埃里 (涅夫勒省)
埃里（法語：Héry，法語發音：[eʁi]）是法国涅夫勒省的一个市镇，属于克拉姆西区。

## 地理
埃里（47°15'47"N, 3°34'50"E）面积7.72 平方千米，位于法国勃艮第-弗朗什-孔泰大區涅夫勒省，该省份为法国中部省份，北至约讷省，西北接卢瓦雷省，西接谢尔省，南至阿列省，东南接索恩-卢瓦尔省，东临科多尔省。
与埃里接壤的市镇（或旧市镇、城区）包括：热尔默奈、绍莫、吉皮、莫拉什、帕济、博略。

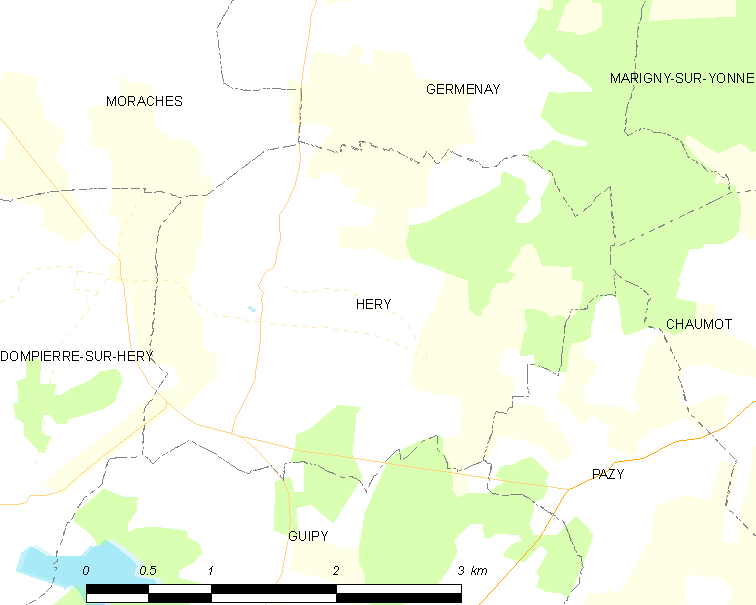
的OSM定位图

埃里的时区为UTC+01:00、UTC+02:00（夏令时）。

## 行政
埃里的邮政编码为58800，INSEE市镇编码为58133。

## 政治
埃里所属的省级选区为科尔比尼县。

## 人口

1962-2008年间人口变化图示

埃里于2022年1月1日时的人口数量为73人。